# Janusz Marian Danecki
Janusz Marian Danecki, O.F.M.Conv. (Sochaczew, 8 de setembro de 1951 – Campo Grande, 30 de agosto de 2024), também conhecido como Dom Mariano, foi um bispo católico polonês, membro da Ordem dos Frades Menores Conventuais que serviu como bispo auxiliar da Arquidiocese de Campo Grande de 2015 até sua morte em 2024. Foi bispo titular da antiga sé de Regiæ.

## Biografia
Janusz Marian Danecki entrou para a Ordem dos Frades Menores Conventuais em 1971, professando formalmente a sua fé em 8 de dezembro de 1975. Foi ordenado padre em 19 de junho de 1977. Por oito anos exerceu o ministério sacerdotal na Polônia, passando por diversas paróquias e também na arquidiocese de Varsóvia até 1984. Em 14 de abril de 1985, foi enviado à Missão de São Maximiliano Maria Kolbe no Brasil, vinculado à prelazia de Tefé. Também exerceu atividades paroquiais na Arquidiocese de Brasília e na Diocese de Luziânia.
Em 25 de fevereiro de 2015 foi nomeado bispo auxiliar da Arquidiocese de Campo Grande e bispo titular de Regiæ em 1 de maio. Foi seu sagrante Dom Dimas Lara Barbosa, arcebispo de Campo Grande, tendo como co-sagrantes Dom Sérgio Eduardo Castriani, C.S.Sp., arcebispo de Manaus e Dom João Casimiro Wilk, O.F.M. Conv., bispo de Anápolis.
Morreu em 30 de agosto de 2024, em Campo Grande, Mato Grosso do Sul, após uma parada cardíaca enquanto realizava procedimento cirúrgico vascular.